# Koshikijima-Inseln
Die Koshikijima-Inseln (jap. 甑島列島, Koshikijima-rettō) bzw. Koshiki-Inseln (甑列島, Koshiki-rettō) sind eine zu Japan gehörige Inselkette im Ostchinesischen Meer, etwas mehr als 20 km westlich vor Kyūshū. Administrativ gehören die Inseln zur Gemeinde Satsumasendai. Fährverbindungen bestehen jedoch nur von und nach Ichiki-Kushikino.

## Inseln
Die Inselgruppe besteht aus drei größeren Inseln sowie einigen kleineren, vor allem im Norden. Diese sind:
| Name                                        | japanisch | Fläche [km²] | Höhe [m] | Koordinaten                   |
| ------------------------------------------- | --------- | ------------ | -------- | ----------------------------- |
| Kami-Koshikijima                            | 上甑島    | 45,08        | 423,3    | 31° 51′ N, 129° 53′ O         |
| Naka-Koshikijima                            | 中甑島    | 7,29         | 296,0    | 31° 47′ 55″ N, 129° 49′ 39″ O |
| Shimo-Koshikijima                           | 下甑島    | 66,27        | 603,6    | 31° 42′ N, 129° 44′ O         |
| Benkeijima                                  | 弁慶島    |              | ?        | 31° 46′ 23″ N, 129° 49′ 56″ O |
| Chikajima                                   | 近島      |              | 92,5     | 31° 51′ 4″ N, 129° 57′ 2″ O   |
| Futagojima                                  | 双子島    |              | 62,2     | 31° 51′ 44″ N, 129° 58′ 36″ O |
| Inujima                                     | 犬島      |              | 6,0      | 31° 52′ 28″ N, 129° 57′ 14″ O |
| Kasetō                                      | 筒島      |              | 31,0     | 31° 52′ 1″ N, 129° 57′ 12″ O  |
| Kojima                                      | 小島      |              | ?        | 31° 49′ 0″ N, 129° 51′ 41″ O  |
| Kojima                                      | 小島      |              | 31,0     | 31° 48′ 52″ N, 129° 54′ 11″ O |
| Nakajima                                    | 中島      |              | 112,8    | 31° 49′ 34″ N, 129° 50′ 28″ O |
| Nojima                                      | 野島      |              | 97,8     | 31° 51′ 57″ N, 129° 57′ 38″ O |
| Oki-no-shima                                | 沖の島    |              | 48,0     | 31° 51′ 53″ N, 129° 59′ 3″ O  |
| Yurajima                                    | 由良島    |              | 42,0     | 31° 44′ 35″ N, 129° 45′ 19″ O |
| Karte mit allen Koordinaten: OSM \| WikiMap |           |              |          |                               |

## Geschichte

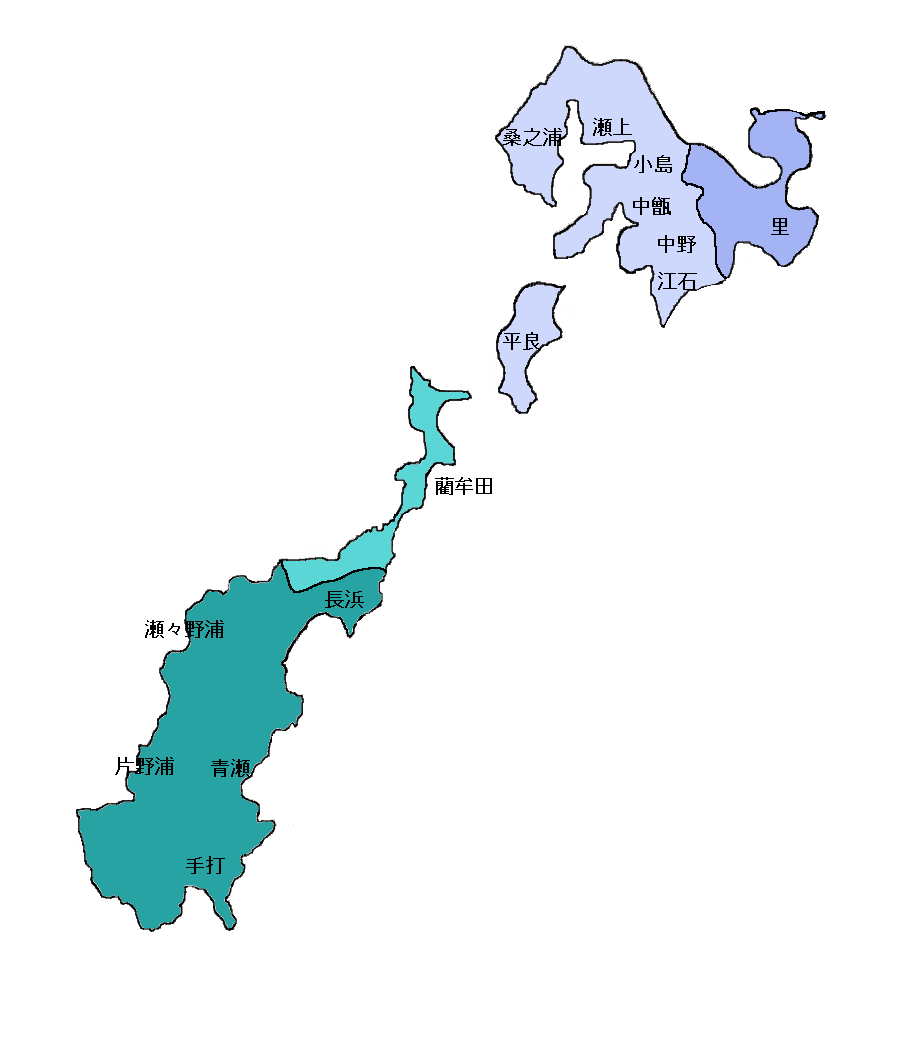
Ortsteile

Erstmalige Erwähnung findet die Inselgruppe im Shoku Nihongi, als dem Herrscher der dort lebenden Hayato 769 ein Hofrang verliehen wurde. 1889 wurden die acht Dörfer der nördlichen Hauptinsel Kami-Koshikijima (inkl. Naka-Koshikijima) und die sechs Dörfer der südlichen Hauptinsel Shimo-Koshikijima zu den zwei gleichnamigen Dörfern zusammengelegt. 1891 wurde der östliche Ortsteil Sato (里(村)) wieder aus Kami-Koshikijima ausgegliedert und 1949 der nördliche Ortsteil Imuta (藺牟田) von Shimo-Kishikijima als Kashima (鹿島村). 2004 wurden alle vier Dörfer, zusammen mit Sendai, Hiwaki, Iriki, Tōgō und Kedōin, zur neuen Gemeinde Satsumasendai zusammengelegt.

## Kultur
Auf der Insel Shimo-Koshikijima findet zu Neujahr die Zeremonie Koshikijima no Toshidon (甑島のトシドン) statt, bei der dämonenhaft verkleidete Erwachsene als Kinderschreckfigur Toshidon von Haus zu Haus ziehen, um die Kinder für ihre Verfehlungen zu schelten und gutes Verhalten zu predigen. Zum Abschied schenken sie den Kindern Mochi. Dieses Brauchtum wurde 2009 von der UNESCO in die Liste der Meisterwerke des mündlichen und immateriellen Erbes der Menschheit aufgenommen.